# آلان رودكين
آلان رودكين (بالإنجليزية: Alan Rudkin)‏ مواليد 18 نوفمبر 1941 في ويلز - الوفاة 22 سبتمبر 2010 في ليفربول، كان ملاكم بريطاني سابق صنّف ضمن فئة وزن الديك.

## إحصائيات
خاض خلال مسيرته 50 نزالا، فاز في 42 وخسر في 8.

## روابط خارجية
- آلان رودكين على موقع بوكس ريك (الإنجليزية) (registration required)